# Макаренко, Елена Владимировна
Елена Владимировна Макаренко (22 мая 1985) — российская футболистка, полузащитница.

## Биография
Воспитанница футбольной школы «Чертаново». С 2002 года включалась в заявку основной команды «Чертаново», выступавшей в высшей лиге. В сезоне 2006 года вошла в десятку лучших бомбардиров чемпионата (11 голов).
Призывалась в состав юниорской сборной России.
В 2007—2008 годах играла за «СКА-Ростов-на-Дону», бронзовый призёр чемпионата России 2008 года. В первой половине сезона 2009 года выступала за «Ладу» (Тольятти), однако летом команда прекратила существование. Сезон 2010 года начала в воронежской «Энергии», за закончила в пермской «Звезде», команда стала бронзовым призёром чемпионата. В 2011 году играла за московское «ЦСП Измайлово», после чего завершила профессиональную карьеру.
Во второй половине 2010-х годов играла во втором дивизионе за «Спартак-2» (Москва).